# Sztabin
Sztabin, (Litouws: Stabinis) is een dorp in de Poolse woiwodschap Podlachië. De plaats maakt deel uit van de gemeente Sztabin en telt 920 inwoners.

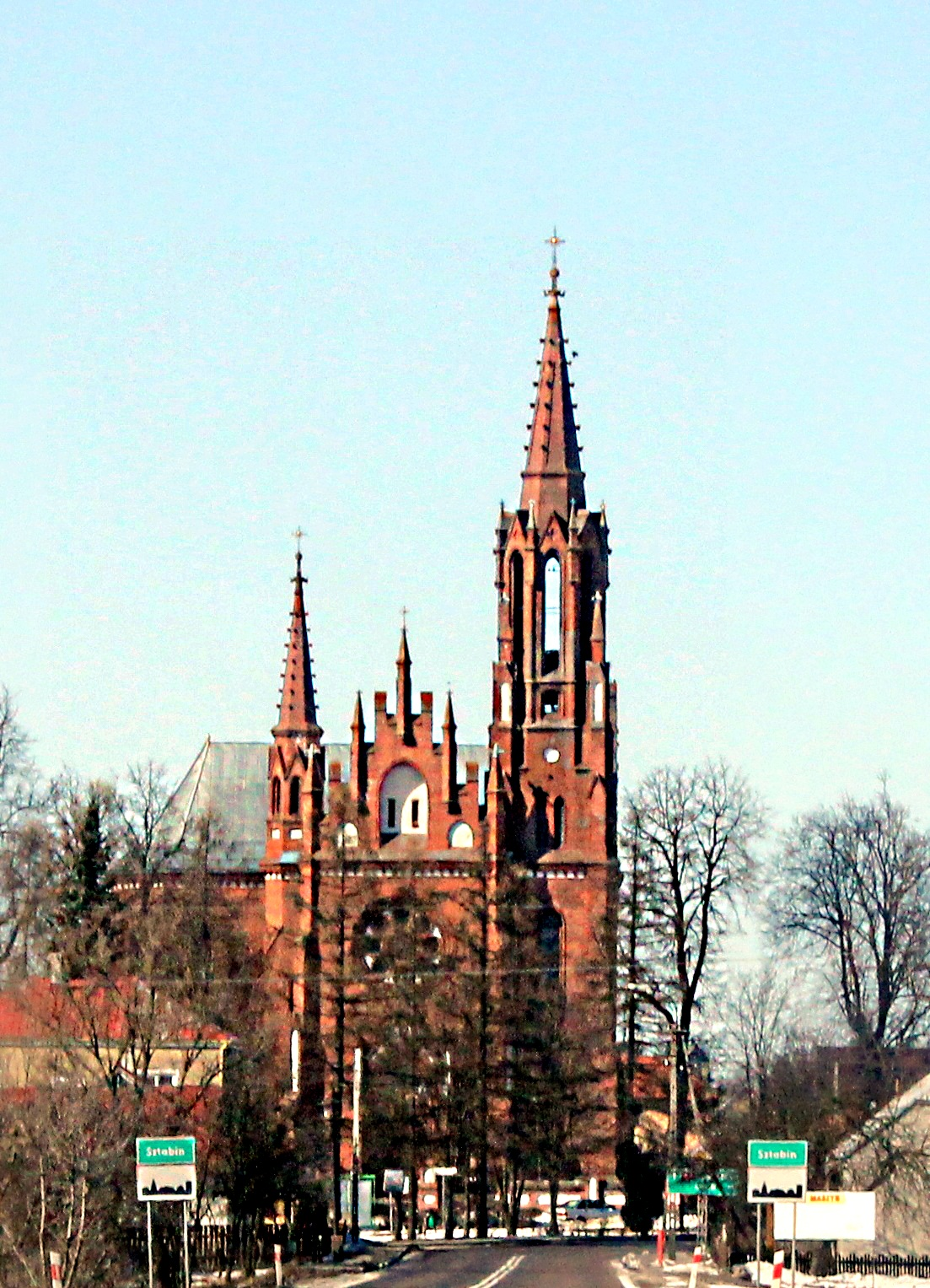
Szhtabin